# Jaroslav Holík (politik)
Jaroslav Holík (* 29. června 1953) je český politik a technik, v letech 2013 až 2021 poslanec Poslanecké sněmovny PČR, v letech 2002 až 2014 zastupitel obce Březůvky na Zlínsku, původně nestraník za hnutí Úsvit, v letech 2015 až 2021 člen předsednictva hnutí SPD.

## Život
Vystudoval Vysoké učení technické v Brně, konkrétně Fakultu technologickou v tehdejším Gottwaldově (získal titul Ing.). V letech 1996 až 2011 byl vedoucím organizační složky ve firmě SALTO, s.r.o. Poprad. V současnosti je majitelem firmy JH Pento zabývající se výrobou malých motocyklů. Je rovněž odborníkem na recyklace.[zdroj?]
Jaroslav Holík je ženatý a má dvě děti.

## Politické působení
Do politiky vstoupil, když byl v komunálních volbách v roce 2002 zvolen jako nestraník za KSČM do Zastupitelstva obce Březůvky v okrese Zlín. Mandát zastupitele obce obhájil v komunálních volbách v roce 2006 a v roce 2010 (v obou případech jako nestraník za KSČM). Navíc působí jako předseda Kulturní komise. Ve volbách v roce 2014 obhájil post zastupitele obce jako nestraník za Úsvit. Původně byl na kandidátce poslední, ale preferenční hlasy jej vynesly na první místo. Krátce poté však na mandát rezignoval.
Do vyšší politiky se pokoušel dostat, když v krajských volbách v roce 2004 kandidoval jako nestraník za KSČM do Zastupitelstva Zlínského kraje, ale neuspěl.
Ve volbách do Poslanecké sněmovny PČR v roce 2013 kandidoval jako nestraník za hnutí Úsvit přímé demokracie Tomia Okamury z pozice lídra ve Zlínském kraji a byl zvolen poslancem. V polovině července 2015 vystoupil z Poslaneckého klubu hnutí Úsvit přímé demokracie a stal se členem hnutí Svoboda a přímá demokracie, které krátce předtím založil Tomio Okamura, který předtím právě z Úsvitu odešel. Jako důvod uvedl nesouhlas se sloučením hnutí Úsvit přímé demokracie a hnutí Národní zájmy. Druhé jmenované hnutí totiž podle něj spolupracuje s TOP 09 a ODS, které patří mezi největší odpůrce přímé volby a přímé demokracie.
Ve volbách do Poslanecké sněmovny PČR v roce 2017 byl lídrem hnutí SPD ve Zlínském kraji a z této pozice obhájil mandát poslance. V červenci 2018 obhájil na sjezdu hnutí SPD v Praze post člena předsednictva hnutí, získal 140 hlasů. Post zastával do prosince 2021.
Ve volbách do Poslanecké sněmovny PČR v roce 2021 kandidoval za hnutí SPD na 3. místě kandidátky ve Zlínském kraji, ale neuspěl (stal se však prvním náhradníkem).
Ve volbách do Evropského parlamentu v červnu 2024 neúspěšně kandidoval jako člen hnutí SPD na 25. místě kandidátky koalice „SPD a Trikolora“.